# حول وحشي
الحَوَلُ الوَحشيّ أو الحَول الخارجي (بالإنجليزية: Exotropia)‏؛ هو شكل من أشكال حول العين أو الانحراف، إذ تنحرف العين إلى الخارج. وهو عكس الحول الداخلي والذي عادة ما يتضمن انحراف محور أكثر شدّة من الاِحولال الوحشيّ. غالباً ما يعاني الأشخاص المصابون بالحول الوحشيّ من المنظر المزدوج. الحول الوحشيّ المتقطّع هو حالة شائعة إلى حد ما. يحدث "الحول الوحشيّ الحسيّ أثناءَ ضعف الرؤية في عين واحدة. يظهر الحول الوحشيّ الطفوليّ الذي يسمى أحياناً الحول الوحشيّ الخلقي خلال السنة الأولى من عمر الطفل، وهو أقل شيوعاً من "الحول الوحشيّ الأساسيّ" الذي عادة ما يصبح واضحاً بعد عدة سنوات.
تعتمد قدرة الدماغ في رؤية الأشياء ثلاثيّة الأبعاد على محاذاة العيون الصحيحة. عند محاذاة كلتا العينين بشكل صحيح والتصويب نحو نفس الهدف، يدمج الجزء البصري في الدماغ المنظورَين من العينين في صورة واحدة. ولكن عندما تنحرف عين واحدة نحو الداخل أو نحو الخارج أو إلى الأعلى أو إلى الأسفل تُرسل صورتان مختلفتان إلى الدماغ. وبالتالي لم يعد بإمكان الدماغ دمج الصورتين القادمتين من العينين. يؤدي هذا إلى فقدان الرؤية الثنائيّة (بكلتا العينين)، وفقدان إدراك العمق. المصطلح من اليونانية (exo) تعني إلى الخارج و(trope) تعني انحراف أو تحوّل.

## العلامات والأعراض
عادةً يكون انبثاق العين نحو خارج مَحجَرِها هو العلامة الأبكر على الحول الوحشيّ. في البداية قد تظهر هذه العلامة بشكل متقطّع، وتحدث عندما يكون الطفل مستغرقاً في أحلام اليقظة، أو عند الشعور بالتعب. وقد تكون أكثر وضوحاً عندما ينظر الطفل الى الأشياء البعيدة.  وأيضاً يعدّ التحديق، والفرك المتكرر للعين شائعاً مع الحول الوحشيّ.
على الأرجح لن يذكر الطفل شيئا عن منظرٍ مزدوج. وقد يغلق إحدى عينيه لتعويض مشكلة المنظر المزدوج. وعند الأطفال، قد يكون السبب في عدم وضوح شكاية المنظر المزدوج هذا هو تجاهل الدماغ للصورة التي يتلقاها من العين المُحوَلَّة. ويعرف هذا الإغلاق باسم الكبت.
بشكل عام، يتفاقم الحول الوحشيّ بتكراره، وطول مدته. ومع استمرار الاضطراب، تبدأ العينان بالاتجاه نحو الخارج عندما تنظر إلى الأشياء القريبة تماماً كما البعيدة. إذا تُركَ المرض بدون علاج، فقد تستمر العين بالاتجاه نحو الخارج، ومسببًا ذلك فقدان الرؤية الثنائيّة (الرؤية بكلتا العينين) أو التجسيمية.
عند الأطفال الصغار الذين يعانون من أي شكل من أشكال الحول، يتعلم الدماغ تجاهل صورة العين المنحرفة ورؤية الصورة من العين السليمة. يدعى هذا بالغَمَش، أو العين الكسولة، والنتائج تكون خسارة الرؤية الثنائيّة (الرؤية بكلتا العينين)، وضعف إدراك العمق. عند البالغين الذين يصابون بالحول، يحدث المنظر المزدوج أحياناً بسبب أن الدماغ صُمِّمَ بالفعل لتلقي الصور من كلتا العينين ولا يستطيع تجاهل الصورة القادمة من العين المنحرفة.
إضافة إلى ذلك فعند البالغين الذين عانوا من الحول الوحشي في الطفولة، فإن الدماغ  قد يكون تعوّد على استخدام (النقطة العمياء)، التي من خلالها يستقبل الصور من كلتا العينين، ولكن الصورة قد لا تأتي كاملة من العين المنحرفة، فبهذه الطريقة يتفادى الدماغ المنظر المزدوج، ولكن في الحقيقة؛ تزداد الرؤية المحيطية في جانب العين المنحرفة.
وفقاً لدراسة نشرت في المجلّة الأمريكيّة لطب العيون، فإنَّ أكثر من 90 بالمئة من الأطفال المصابين بالحول الوحشيّ المتقطع يُصاحِبُ عندهم الحولَ قصرُ البصرِ (الحَسَر) بإتمامهم سنَّ العشرين.

## الأسباب
أسباب الحول الوحشي ليست مفهومة تماماً. هناك ستة عضلات تنظم حركة العين، أربعة تحرك العين لأعلى وأسفل واثنتان تحركها يميناً ويساراً. وجميع هذه العضلات يجب أن تكون منسّقة وتعمل بصورة صحيحة لكي يعرض الدماغ صورةً واحدةً فقط. ولكن عندما لا تعمل واحدة أو أكثر من هذه العضلات بشكل صحيح، يمكن أن يؤد ذلك إلى بعض أشكال الحول.
الحول شائع أكثر عند الأطفال الذين يعانون من اضطرابات  تؤثر على الدماغ  مثل: شلل الدماغ، ومتلازمة داون، واستسقاء الرأس، وأورام الدماغ. ووجدَت إحدى الدراسات أن الأطفال الذين يعانون من الحول الوحشي أكثر عرضة بثلاث مرات للإصابة باضطرابات نفسيّة مقارنة بغيرهم.

## العلاج
يشمل الفحص الشامل للعين: تقييم الحركة العينية، وتقييم الهياكل العينية الداخلية؛ مما يسمح للطبيب  بتشخيص الحول الوحشيّ على نحو صحيح. بالرغم من أن النظّارات، أو المعالجة بالرُّقعة، أو التمارين، أو المناشير قد تقلل أو تساعد على التحكم في اتّجاه العين نحو الخارج عند بعض الأطفال، إلا أنه غالباً ما تكون الجراحة ضروريّة.
يُعرف الشكل الشائع من الحول الوحشيّ باسم (قصور التقارب) الذي يستجيب بشكل جيد للتقويم البصري مع التمارين، يُميّز هذا الاضطراب عجزُ العينين عن العمل معاً عند استعمالهما في النظر للأشياء القريبة، مثل القراءة. بدلاً من تركيز العينين معاً على الجسم القريب، تنحرف إحداهن الى الخارج.
يحدث الحول الوحشي بشكل متعاقب للحول الإنسيّ الأوليّ. وغالباً ما يحدث عن طريق العلاج التصحيحيّ المفرط للحول الإنسيّ الأوليّ. يمكن علاجه بإجراء مزيد من العمليات الجراحية أو بواسطة علاج الرؤية، وقد أظهر علاج الرؤية نتائجَ تدعو للتفاؤل إن كان الحول الوحشي المتعاقب متقطعاً، متناوباً، وصغير الحجم.
(وقد يتطور الحول الوحشيّ المتتالي تلقائياً من الحول الإنسيّ، بدون جراحة أو علاج بالبوتولينوم).
بسبب المخاطر التي ترافق الجراحة، وبسبب أن 35 بالمئة من الأشخاص يحتاجون الى عملية أخرى على الأقل، كثير من الناس يلجؤون إلى تجربة علاج الرؤية أولاً. بما في ذلك التمارين البصريّة. وبالرغم من أن شركات التأمين الصحيّ لا تغطي علاج الرؤية بشكل عام، إلا أن العديد من الشركات الكبرى مثل: أتنا  بدأت مؤخراً بتغطية كاملة أو جزئية استجابةً للدراسات الأخيرة.
يوصى بجراحة الحول أحياناً إذا كان الحول الوحشيّ محسوساً أكثر من نصف اليوم أو يزداد التكرار بمرور الوقت. يشار أيضاً إلى ضرورة الجراحة إذا كان الطفل يعاني من حول وحشيّ بالغ عند القراءة أو عند مشاهدة الأجسام القريبة، أو إذا أظهر دليلٌ أن العينان تفقدان قدرتَهما على العمل كوحدة واحدة (رؤية ثنائيّة). أخيراً، إن كانت هناك شكوى من الصداع، ليس لها علّة؛ فتفسير ذلك بمحاولة الطفل أو البالغ التحكم بالحول الوحشيّ؛ وإذا لم تُستوفَ أيّ من هذه المعايير يمكن تأجيل الجراحة حتى الملاحظة البسيطة مع أو بدون بعض أشكال النظارات أو العلاج بالرّقعة. في الحالات الخفيفة جداً تبقى فرصة تناقص الحول الوحشي مع الوقت موجودة.  لم تثبت نُجعة العلاج الجراحيّ على المدى الطّويل بشكل مؤكد لحالات الحول الوحشيّ المتقطع، وغالباً ما ينتج عن الجراحة تفاقم للأعراض بسبب التصحيح المفرط. الأدلّة من المراجعات المنهجيّة للتدخلات أظهرت فوائد الرّقع للأطفال من سن 12 شهرٍ إلى 10 سنوات. عوضَ التدخل الجراحيّ لعدم القناعة الكاملة بالفوائد التي تمنحها الجراحة.
يتضمن الإجراء الجراحيّ لتصحيح الحول الوحشيّ عمل شقّ صغير في النسيج المغطّي للعين للوصول إلى عضلات العين. بعد ذلك يُصَحَّح وضع العضلات بشكل ملائم للسماح للعين بالتحرك بشكل صحيح. عادة ما تجرى العملية تحت التخدير العام. فترة النقاهة سريعة ومعظم الناس قادرين على استئناف نشاطاتهم اليومية في غضون أيام قليلة. قد تكون هناك حاجة إلى النظارات التصحيحيّة بعد الجراحة، وفي كثير من الحالات قد يلزم إجراءٌ جراحيّ إضافيٌّ لاحقٌ لإبقاء العينين سليمتين.
عندما يحتاج الطفل الى عمليّة جراحيّة، عادةً ما يُجرى العمل الجراحي قبل بلوغ الطفل سن المدرسة. لأن ذلك يكون أسهل للطفل ويعطي فرصة أفضل لعمل العينين معاً. ومثل أي جراحة تحمل بعض المخاطر؛ فإن جراحة الحول عادةً تكون علاجاً آمناً وفعالاً.